# فرد هوي
فرد هوي (بالإنجليزية: Fred Hoey)‏ هو لاعب كرة قاعدة أمريكي، ولد في 21 يناير 1865، وتوفي في 7 ديسمبر 1933.